# Edward Scharfenberger

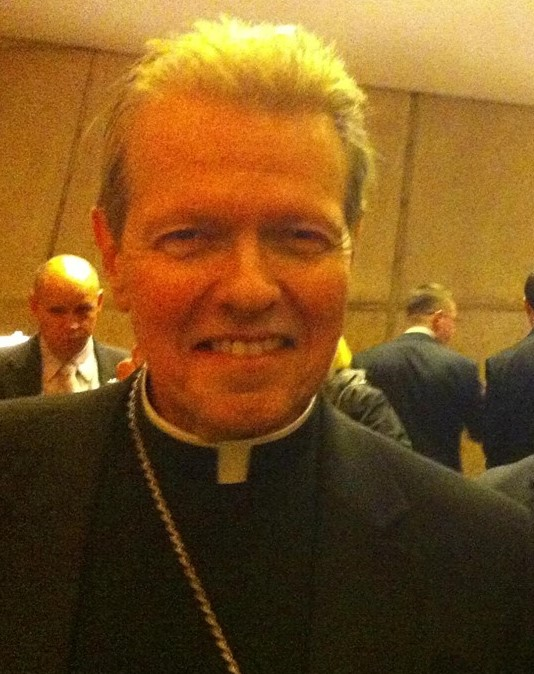
Edward Scharfenberger (2014)

Wappen von Edward Bernard Scharfenberger

Edward Bernard Scharfenberger (* 29. Mai 1948 in Brooklyn, USA) ist ein US-amerikanischer Geistlicher und römisch-katholischer Bischof von Albany.

## Leben
Edward Scharfenberger empfing am 2. Juli 1973 das Sakrament der Priesterweihe für das Bistum Brooklyn. 1977 erwarb er in Rom das Lizenziat in Theologie. Von 1993 bis 2002 war Scharfenberger Offizial des Bistums Brooklyn. 1995 verlieh ihm Papst Johannes Paul II. den Titel eines Monsignore. 2013 wurde er Bischofsvikar für Queens.
Am 11. Februar 2014 ernannte ihn Papst Franziskus zum Bischof von Albany. Die Bischofsweihe spendete ihm der Erzbischof von New York, Timothy Kardinal Dolan, am 10. April desselben Jahres. Mitkonsekratoren waren sein Amtsvorgänger Howard James Hubbard und der Bischof von Brooklyn, Nicholas Anthony DiMarzio.
Im März 2016 erklärte Bischof Scharfenberger, dass Christentum und Antisemitismus unvereinbar seien. Papst Franziskus ernannte ihn am 1. Juli 2019 zum Konsultor der Kommission für die religiösen Beziehungen zum Judentum.
Vom 4. Dezember 2019 bis zur Amtseinführung des neuen Bischofs am 15. Januar 2021 war er zusätzlich Apostolischer Administrator des Bistums Buffalo.
m November 2021 wurde bei Scharfenberger ein Kolorektales Karzinom diagnostiziert, im selben Monat wurde er operiert.